# 西安市第七十五中学

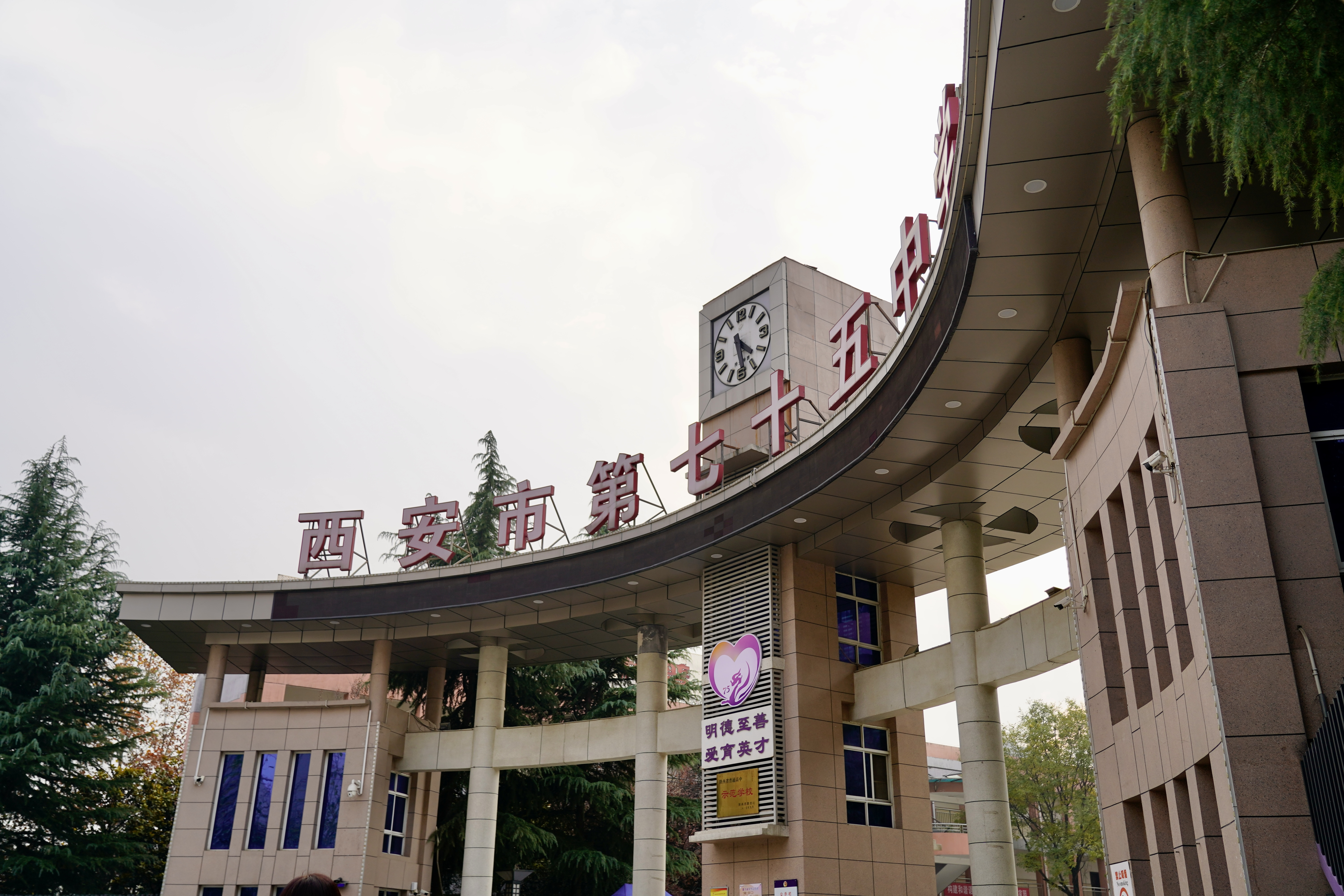
西安市第七十五中学校门

西安市第七十五中学是一所位于陕西省西安市未央区文景路的一所陕西省普通高中示范性学校，于1966年经西安市人民委员会批准后由西安市幼儿师范学校与西安市师范学校合并而成，学校占地面积127.9亩（0.0852 平方千米），现有教职工145余名。